# 臺中市政府
臺中市政府，簡稱中市府，是中華民國臺中市地方自治業務的最高行政機關，在中華民國政府架構中為直轄市自治行政機關，並負責執行中央政府機關委辦事項，臺中市的自治中央監督機關為行政院。
作為地方自治團體的行政機關，臺中市政府的歷史沿革，最早可追溯至1920年，大日本帝國臺灣總督府施行臺灣州制和臺灣市制時所成立的臺中州廳和臺中市役所。2010年12月25日臺中市（省轄市）與臺中縣合併改制為臺中市（直轄市），並設立直轄市行政機關之臺中市政府。

## 歷史

### 日治時期
1920年，大日本帝國臺灣總督府改正地方制度，施行《臺灣州制》、《臺灣市制》、《臺灣街庄制》，使州市街庄都成為地方公共團體。臺中州是由原臺中廳與南投廳合併改制為而成，臺中州廳廳舍則沿用原臺中廳廳舍（今臺中市政府州廳辦公室）；臺中州下設臺中市，「臺中市」作為行政區名稱之始，市役所所址則使用原台中廳公共埤圳聯合會事務所辦公。

### 中華民國時期
臺灣省轄時期
- 臺中縣政府
  - 1945年，中華民國接收臺灣，臺中州劃出臺中市、彰化市後，改為「臺中縣」，新設臺中縣政府。臺中縣政府和臺中市政府一度共用原臺中州廳廳舍，臺中縣政府之後遷往員林鎮員林國小校舍辦公，員林區改由臺中縣政府直轄[2]。
  - 1947年2月1日，臺灣省行政長官公署將臺中縣大屯區北屯、西屯、南屯等三個鄉劃入臺中市管轄。
  - 1950年，行政區域調整，原臺中縣直轄地區、彰化區、北斗區與彰化市合併新設彰化縣，而原臺中縣南投區、竹山區、能高區、玉山區以及中峰區信義鄉、仁愛鄉則新設為南投縣，臺中縣僅保留豐原區、東勢區、大甲區、大屯區與中峰區和平鄉等轄域。配合行政區域調整，臺中縣政府自員林鎮遷往豐原鎮，以瑞穗國小校舍作為辦公廳舍。
  - 1976年，臺中縣政府遷至新建的中興大樓（今臺中市政府衛生局廳舍）辦公。
  - 1996年，臺中縣政府再遷往新建的陽明大樓（今臺中市政府陽明大樓）辦公。中興大樓改為臺中縣政府第二辦公大樓，由臺中縣衛生局使用。
- 臺中市政府
  - 1945年，中華民國接收臺灣後，臺中州改為臺中縣，而原臺中州轄市則劃出升格為省轄市「臺中市」，新設臺中市政府。臺中縣政府和臺中市政府一度共用原臺中州廳廳舍，在臺中縣政府遷往員林鎮員林國小校舍辦公之後，原臺中州廳廳舍全部作為臺中市政府辦公廳舍。
  - 1947年2月1日，臺灣省行政長官公署將臺中縣大屯區的北屯、西屯、南屯等三個鄉劃歸臺中市管轄。
  - 1995年6月，時任臺中市市長林柏榕規劃新市政中心（位於西屯區七期重劃區內）。新市政大樓與議政大樓設計案以國際競圖方式決定由瑞士韋伯/侯佛建築師事務所（Weber＋Hofer AG Architects）主導，但因經費不足故遲遲未動工。
  - 2003年1月，承租原永琦百貨台中店作為臺中市政府第二辦公大樓，原分散在臺中州廳附近承租的勞工處（民權路100號）、交通處、社會處、環保局（民權路100號）等均遷至此處合署辦公。
  - 2005年7月27日，臺灣大道市政大樓與議政大樓動工，後於2010年完工，兩者總興建經費新臺幣67億4,100萬元。

合併改制
- 2009年4月13日，臺中縣政府與臺中市政府共同決議，以臺中市（省轄市）興建中的新市政大樓做為合併改制後的臺中市（直轄市）政府主要辦公廳舍[3]。同年7月2日，行政院正式通過臺中縣、臺中市合併改制案。

直轄市時期
- 2010年12月25日，臺中縣、臺中市合併改制為直轄市「臺中市」，新組成的臺中市政府以臺灣大道市政大樓為主要辦公場所，原有的臺中縣政府廳舍與臺中市政府廳舍則分配給部分臺中市政府所屬機關作為新的辦公廳舍。市政府網站的網址也從「www.tccg.gov.tw」改為「www.taichung.gov.tw」（採用原台中縣政府的網址）[4]。
- 2012年元旦，「臺中市政府水利局」成立。
- 2017年4月10日，臺中市體育處升格改制為「臺中市政府運動局」[5]。
- 2020年3月，臺中市政府警察局本部從原文心路廳舍遷至潭子區。7月13日，臺中市政府都市發展局與臺中市政府環境保護局搬遷至原臺中市警察局文心路廳舍[6][7]。8月4日，原市警局大樓更名為「文心第二市政大樓」。
- 2022年12月，臺中市資訊中心升格改制為「臺中市政府數位治理局」[8]。
- 2025年1月（元旦），成立「臺中市政府捷運工程局」，其辦公地點設立於臺中捷運綠線北屯機廠的行政大樓，原本臺中市政府捷運規劃及興建業務也由臺中市政府交通局移交給臺中市政府捷運工程局。同時臺中市政府數位治理局更名為「臺中市政府數位發展局」。

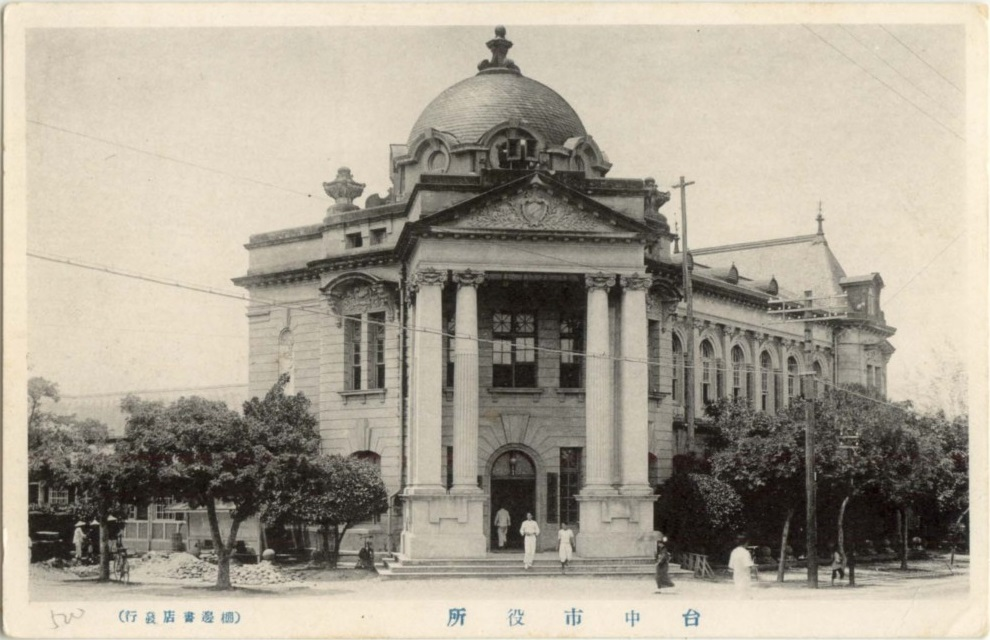
第一代辦公廳舍：日治時期的市政府臺中市役所
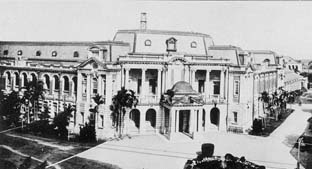
第二代辦公廳舍：日治時期臺中州廳廳舍
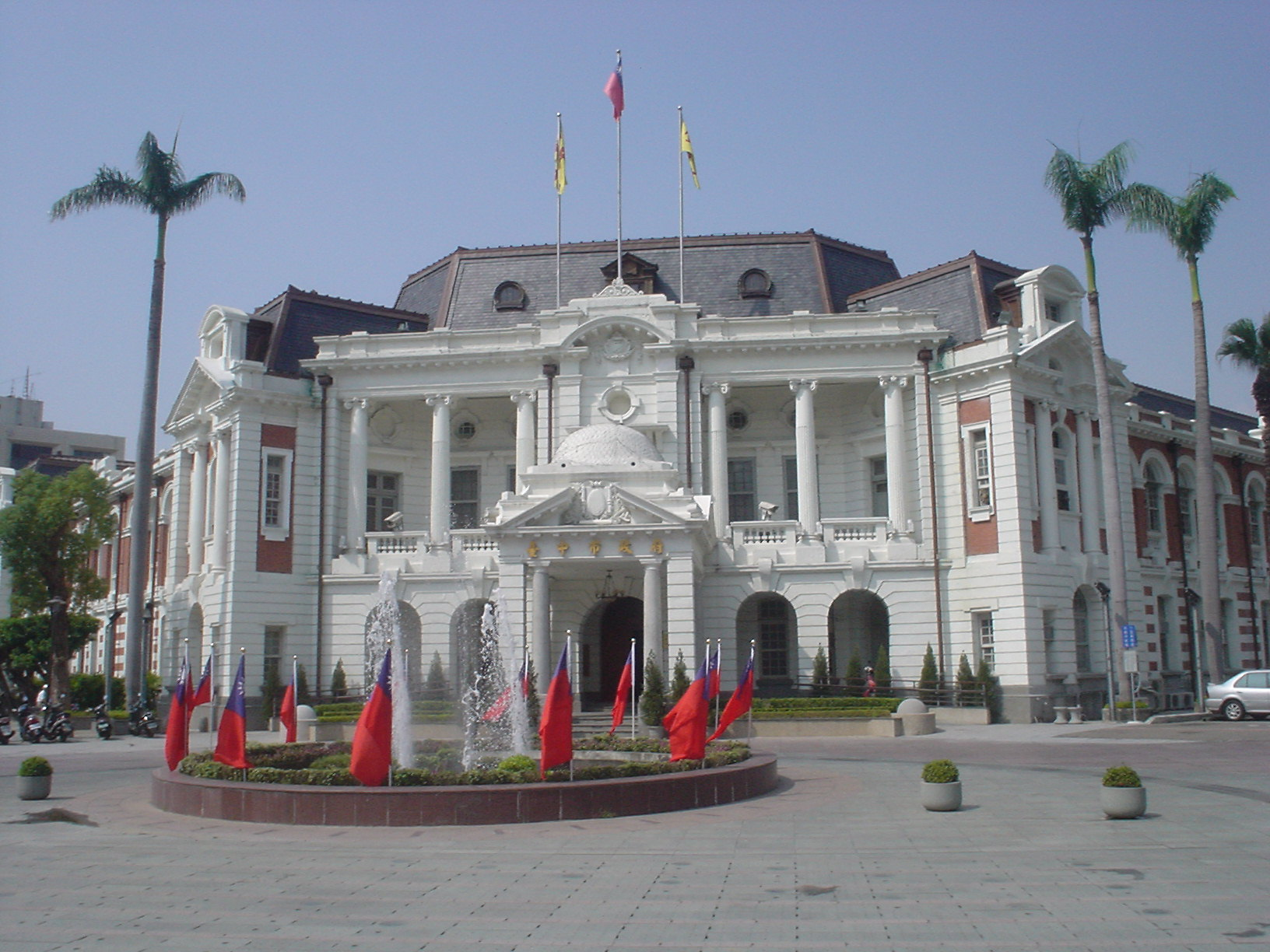
臺中州廳：省轄市時期市政府所在地，現為都市發展局、環境保護局駐所
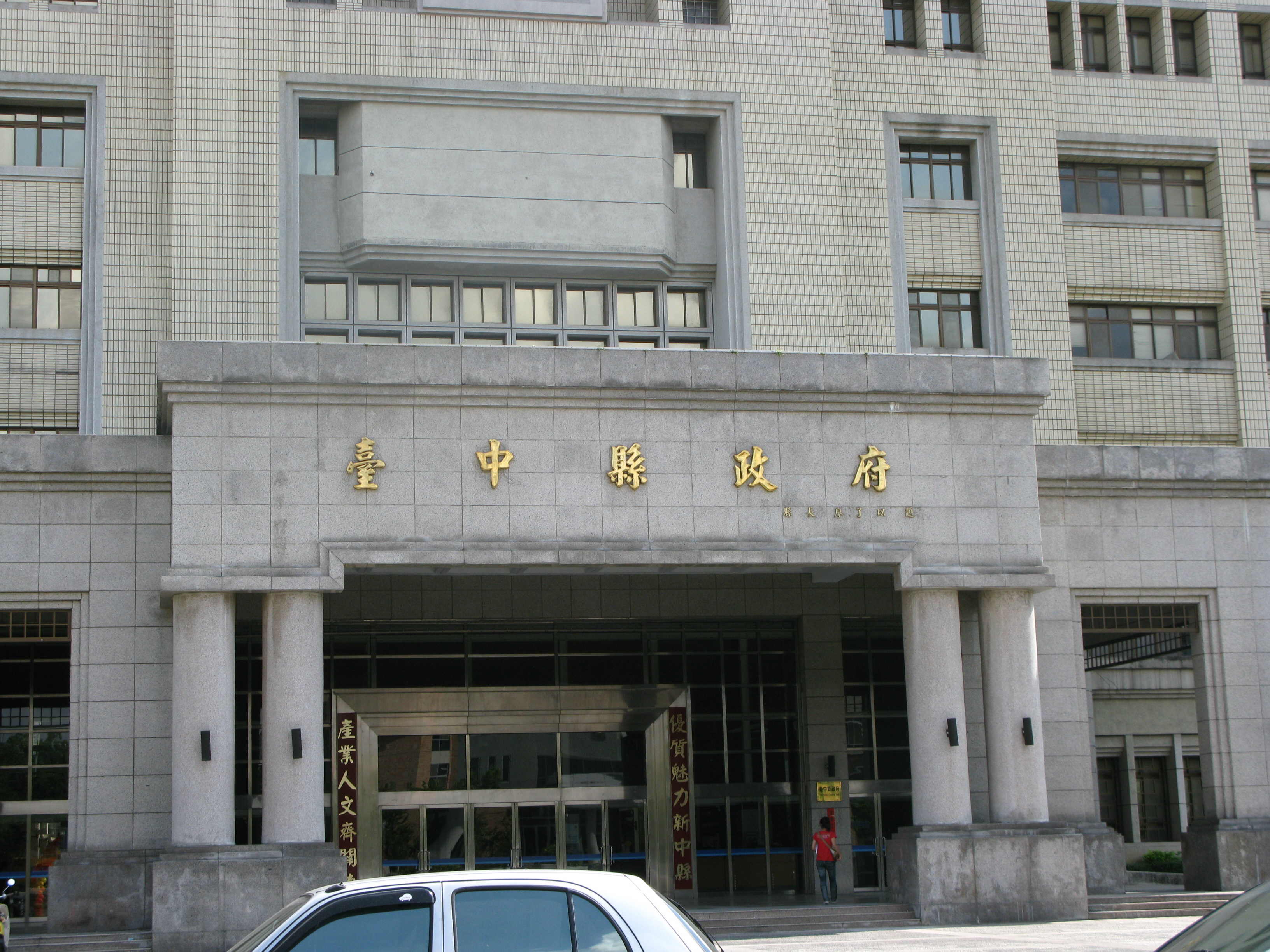
臺中縣政府大樓：現為臺中市政府陽明大樓
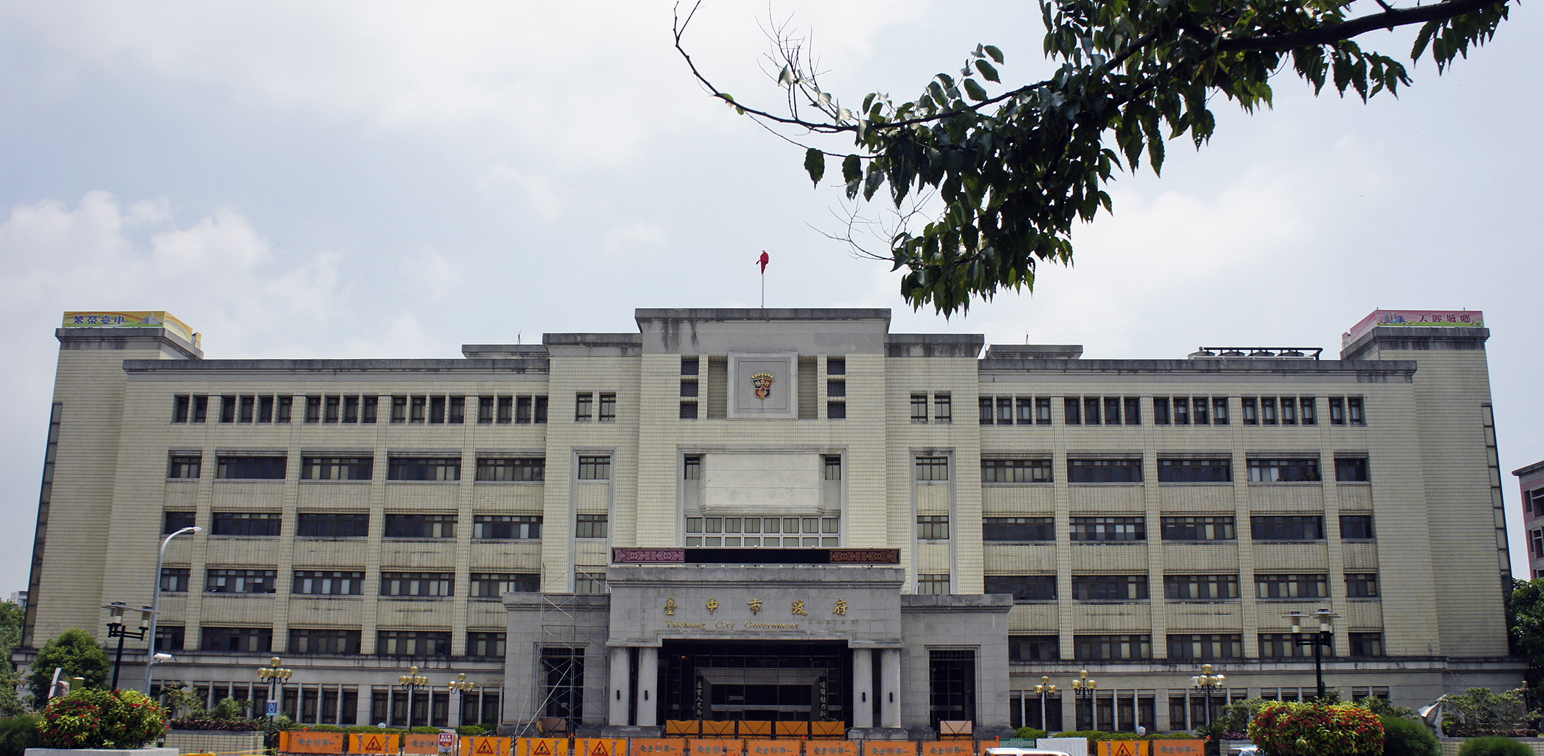
臺中市政府陽明大樓：臺中市政府第二辦公大樓，主要為教育局、農業局、觀光旅遊局駐所
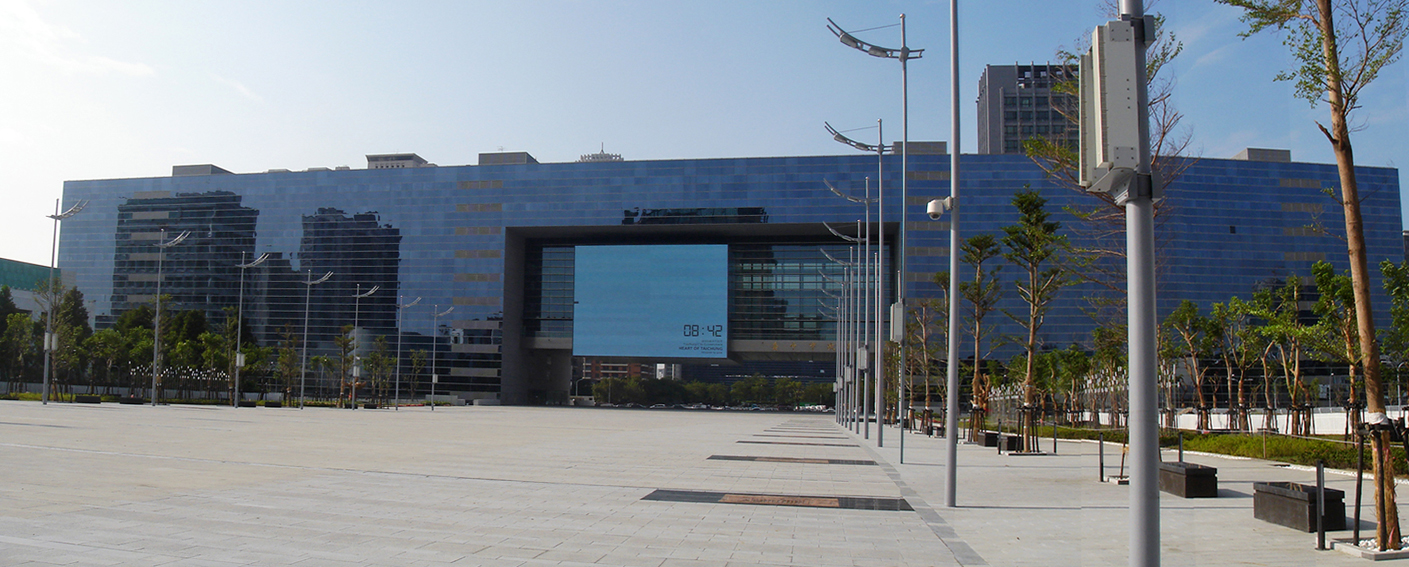
第三代辦公廳舍：位於七期重劃區的臺灣大道市政大樓，為合併升格直轄市後市政府主要機關所在地
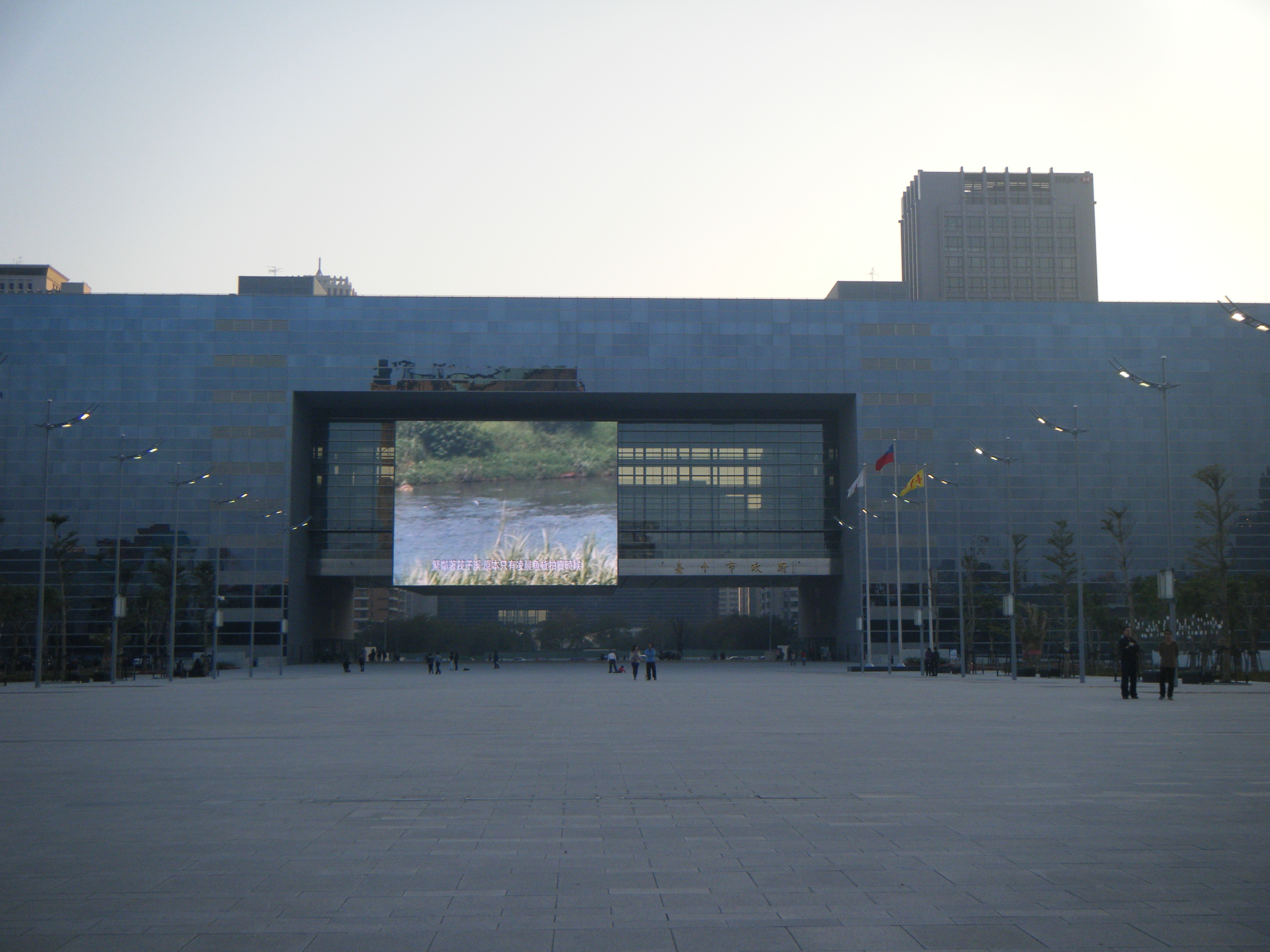
臺灣大道市政大樓正門與廣場一景
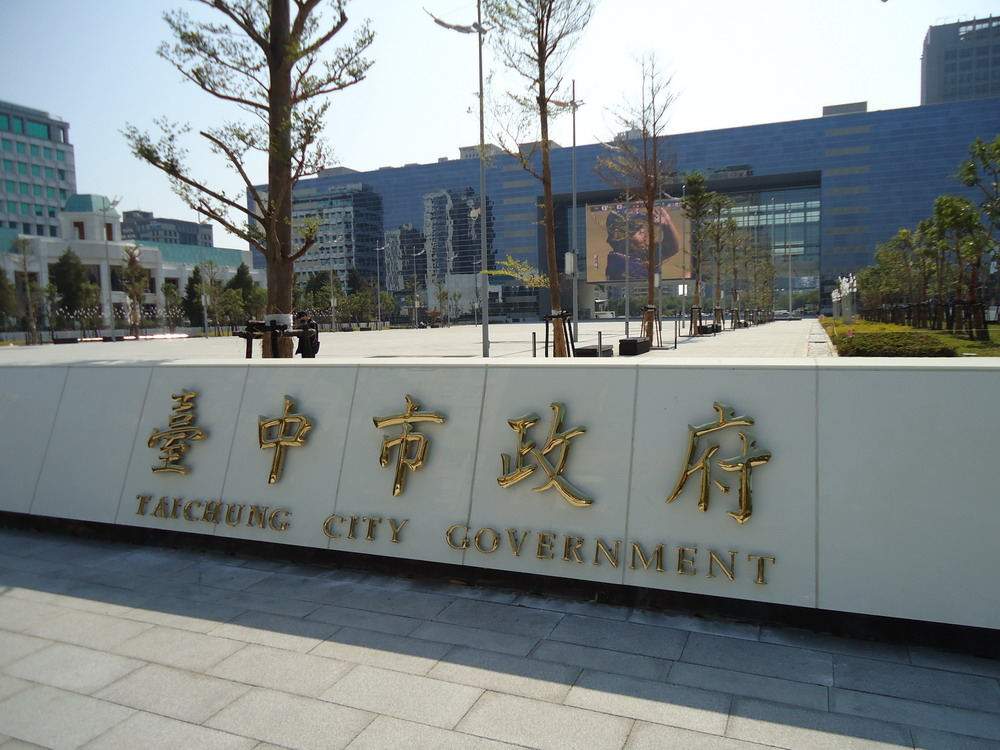
臺中市政府銜牌

## 辦公廳舍

### 局處配置
合署大樓
| 名稱             | 地址                                                                   | 設施 |
| ---------------- | ---------------------------------------------------------------------- | --- |
| 臺灣大道市政大樓 | 臺中市西屯區臺灣大道三段99號（新市政大樓）                             | 設有秘書處、主計處、人事處、政風處、新聞局、法制局、民政局、財政局、經濟發展局、勞工局、文化局、建設局、數位發展局、運動局、社會局（分設兩處）以及研究發展考核委員會。 |
| 陽明大樓         | 臺中市豐原區陽明街36號（原臺中縣政府廳舍）                             | 設有教育局、運動局（運動設施科）、觀光旅遊局、農業局、社會局（分設兩處）、水利局、客家事務委員會、都市發展局（綜合企劃科）、勞動檢查處、就業服務處。                   |
| 文心第二市政大樓 | 臺中市西屯區文心路二段588號（原臺中市警察局廳舍）                      | 設有都市發展局、環境保護局、住宅工程處。 |
| 圓環南路廳舍     | 臺中市豐原區圓環南路70號（原臺中市議會第二辦公大樓、原臺中縣議會廳舍） | 設有原住民委員會、交通裁決處。 |
| 臺中州廳         | 臺中市西區民權路99號（舊臺中市政府）                                   | 修復工程進行中，完工後預計由文化局進駐。 |

獨立廳舍
| 名稱       | 地址                                                                              |
| ---------- | --------------------------------------------------------------------------------- |
| 交通局     | 臺中市西區民權路101號（原省轄市時期臺中市議會廳舍）                               |
| 警察局     | 臺中市潭子區豐興路1段500號                                                        |
| 消防局     | 臺中市南屯區文心南九路119號                                                       |
| 衛生局     | 臺中市豐原區中興路136號（中興大樓、原臺中縣衛生局廳舍，原臺中縣政府第二辦公大樓） |
| 地政局     | 臺中市西區三民路1段158號（地政大樓）                                              |
| 捷運工程局 | 臺中市北屯區敦富東街100號（捷運北屯機廠行政大樓）                                 |

## 組織
臺中市政府的組織基準法為《臺中市政府組織自治條例》，設有24局、4處、3委員會等31個所屬一級機關。109個所屬二級機關。目前臺中市政府的所屬二級機關皆設於所屬一級機關下，本身並無直屬的二級機關。
一級機關
- 臺中市政府秘書處
- 臺中市政府民政局
- 臺中市政府財政局
- 臺中市政府教育局
- 臺中市政府新聞局
- 臺中市政府法制局
- 臺中市政府建設局
- 臺中市政府交通局
- 臺中市政府水利局
- 臺中市政府農業局
- 臺中市政府社會局
- 臺中市政府勞工局
- 臺中市政府衛生局
- 臺中市政府文化局
- 臺中市政府地政局
- 臺中市政府運動局
- 臺中市政府警察局
- 臺中市政府消防局
- 臺中市政府觀光旅遊局
- 臺中市政府都市發展局
- 臺中市政府經濟發展局
- 臺中市政府地方稅務局
- 臺中市政府環境保護局
- 臺中市政府數位發展局
- 臺中市政府捷運工程局
- 臺中市政府主計處
- 臺中市政府人事處
- 臺中市政府政風處
- 臺中市政府研究發展考核委員會
- 臺中市政府客家事務委員會
- 臺中市政府原住民族事務委員會

區公所
臺中市政府設有28個區公所。臺中市總共有29個區，但由於和平區為地方自治團體，和平區公所並非臺中市政府派出機關。
合署大樓交通
- 臺中市公車
- 臺灣大道市政大樓：請參見臺灣大道市政大樓交通
- 陽明大樓：請參見陽明大樓交通

## 註解
1. ↑  未含警局職員之外勤警員實際值

## 外部連結
- （繁體中文）（英文）臺中市政府 （页面存档备份，存于）